# “FISH ALIVE”30min., 1 sequence by 6 songs SAKANAQUARIUM 2009@SAPPORO
『“FISH ALIVE”30min., 1 sequence by 6 songs SAKANAQUARIUM 2009@SAPPORO』は、日本のロック・バンド、サカナクションのライブ・アルバム。2009年7月15日に発売されたアルバムは、Appleの音楽配信サービス、iTunesに向けて配信された。

## 背景とリリース
バンドは、2008年8月6日にアルバム『「NIGHT FISHING IS GOOD」TOUR 2008 in SAPPORO』をリリースした。この作品は、札幌市にあるライブハウスPENNY LANE 24で行われたアルバム『NIGHT FISHING』の発売を記念としたライブツアーの公演で録音されており、後の10月5日にアルバム『REMIXion』を配信している.。
2009年1月、バンドは3rdアルバム、『シンシロ』をリリース。バンドはプロモーションとして、『SAKANAQUARIUM 2009』と題したライブツアーを同年の2月14日に京都で始まり、3月20日と21日に札幌で2公演にかけ、開催した。
アルバムは、前述のライブツアーで音源が収録された。
アルバムは、2009年7月22日12時付のiTunesランキングで2位にチャートインしている。また、チャートはバンドがASIAN KUNG-FU GENERATION主催のフェス『NANO-MUGEN FES 2009』に出演したことにより急上昇したという。また、ライブ音源による首位3位圏内のランクインは異例であり、快挙となった。
のちに、2010年1月13日発売のシングル「アルクアラウンド」の初回限定盤に異なるバージョンが収録された。

## 収録曲
| 全作詞・作曲: 山口一郎。 |                                                                             |          |            |       |
| #                        | タイトル                                                                    | 作詞     | 作曲・編曲 | 時間  |
| 1.                       | 「"Fish Alive" 30min., 1 Sequence by 6 Songs Sakanaquarium 2009 @ Sapporo」 | 山口一郎 | 山口一郎   | 30:14 |
| 合計時間:                | 合計時間:                                                                   | 30:14    |            |       |

以下の楽曲のノンストップリミックス
- Ame(B)
- ライトダンス
- インナーワールド
- サンプル
- minnanouta
- ナイトフィッシングイズグッド

## 発売日一覧
| 国   | 発売/発信元                | 発売日        | 規格                   | 規格品番    | 出典  |
| ---- | -------------------------- | ------------- | ---------------------- | ----------- | ----- |
| 日本 | ビクターエンタテインメント | 2009年7月15日 | デジタル・ダウンロード | VEAML-23251 | [ 6 ] |